# Sojuz TM-18
Sojuz TM-18 (ros. Союз ТМ-18) – rosyjska załogowa misja kosmiczna, stanowiąca osiemnastą wyprawę na pokład stacji Mir. Walerij Polakow powrócił na Ziemię na pokładzie kapsuły Sojuz TM-20 w marcu 1995 roku, po 437 dniach spędzonych na stacji.